# Polianthion collinum
Polianthion collinum är en brakvedsväxtart som beskrevs av Barbara Lynette Rye. Polianthion collinum ingår i släktet Polianthion och familjen brakvedsväxter. Inga underarter finns listade i Catalogue of Life.